# Monika Sozanska
Monika Sozanska (ur. 13 marca 1983 w Bolesławcu) – niemiecka szpadzistka polskiego pochodzenia, czterokrotna medalistka mistrzostw świata i dwukrotna medalistka mistrzostw Europy.

## Kariera sportowa

### Początki
Jest córką byłego mistrza Polski w szpadzie Piotra Sozańskiego, który był także jej trenerem. W dzieciństwie wyjechała z rodziną do Niemiec. Jej pierwszym medalem w karierze był brązowy medal mistrzostw Niemiec juniorek w turnieju drużynowym w 2000. Na początku XXI wieku reprezentowała barwy Polski i klubu AZS AWF Katowice. Wystąpiła w biało-czerwonych barwach na mistrzostwach Europy juniorów w 2002, zajmując 9. miejsce indywidualne i 7 w turnieju drużynowym, mistrzostwach świata juniorów w 2002, zajmując 20. miejsce indywidualne i 5 w turnieju drużynowym, oraz na mistrzostwach świata juniorów w 2003, zajmując 20. miejsce indywidualnie.
Z AZS AWF Katowice zdobyła wicemistrzostwo Polski seniorek w turnieju drużynowym w 2002 oraz młodzieżowe mistrzostwo Polski w turnieju drużynowym w 2002, młodzieżowe wicemistrzostwo Polski indywidualnie w 2002 i drużynowo w 2003 oraz brązowy medal młodzieżowych mistrzostw Polski w turnieju drużynowym w 2001

### Występy w reprezentacji Niemiec

#### Igrzyska olimpijskie
W 2012 wystąpiła na igrzyskach olimpijskich w Londynie, zajmując w turnieju indywidualnym 10. miejsce, a turnieju drużynowym 5. miejsce.

#### Mistrzostwa świata
Na mistrzostwach świata seniorek wystąpiła w 2005, 2007, 2008, 2009, 2010 i 2011, największe sukcesy osiągając w turniejach drużynowych (2. miejsce na MŚ w Paryżu w 2010, 3. miejsce MŚ w Lipsku w 2005, MŚ w Pekinie w 2008 i MŚ w Antalyi w 2009, 4. miejsce na MŚ w Katanii w 2011). W turniejach indywidualnych zajmowała miejsca: 2005 - 35, 2007 - 85, 2009 - 34, 2010 - 20, 2011 - 7.

#### Mistrzostwa Europy
Na mistrzostwach Europy seniorek zajęła w turnieju drużynowym 2. miejsce na ME w Kijowie w 2008, 4. na ME w Płowdiwie w 2009 i ME w Lipsku w 2010, szóste w 2011 i 2012, natomiast w turnieju indywidualnym 3. miejsce na ME w Legnano w 2012, 20. w 2011, 22. w 2009, 33. w 2010 i 44. w 2008.

#### Mistrzostwa Niemiec
Jest zawodniczką Heidenheimer SB. Drużynowo zdobyła mistrzostwo Niemiec w 2004, 2011 i 2012, wicemistrzostwo w 2006 i 2007, natomiast indywidualnie wicemistrzostwo Niemiec w 2007 i 2009, brązowy medal mistrzostw Niemiec w 2005, 2008, 2010 i 2012.